# Sân bay Mukah
Sân bay Mukah (IATA: MKM, ICAO: WBGK) là một sân bay ở Mukah, một thị xã ở bang Sarawak của Malaysia. Sân bay này có một đường băng dài 1097 m bề mặt bitum. Đơn vị vận hành sân bay này là Malaysia Airports Berhad.

## Các hãng hàng không và các tuyến điểm
Hiện có các hãng hàng không sau đây đang hoạt động tại sân bay này:
- Malaysia Airlines[3]
  - MASwings (Kuching, Miri, Sibu)